# E. L. James
Pour les articles homonymes, voir James et Leonard.
Œuvres principales
- Cinquante Nuances de Grey (2011)
- Cinquante Nuances plus sombres (2011)
- Cinquante Nuances plus claires (2012)
- Grey (2015)
- Darker (2017)
- More Grey (2021)

Erika Leonard (née Mitchell) ou E. L. James (nom d'auteur), née le 7 mars 1963 à Londres, est une romancière britannique, autrice de la série de romans d'amour Cinquante Nuances de Grey (Fifty Shades of Grey), déclinés en série de films au cinéma. Elle vit et travaille à Londres.
Avec plus de 150 millions d'exemplaires vendus en plus de 50 langues, elle est classée parmi les records de ventes littéraires mondiales des années 2010, et parmi les 100 personnes les plus influentes du monde par le Time en 2012.

## Biographie
Née d'un père écossais cadreur de la chaîne de télévision britannique BBC et d'une mère chilienne, elle passe son enfance dans le Buckinghamshire, suit sa scolarité dans une école pour filles de High Wycombe et obtient son diplôme d'histoire à l'université du Kent.

### Carrière télévisuelle
Elle commence sa carrière comme assistante de direction de l'école de cinéma National Film and Television School de Beaconsfield, puis travaille durant vingt-cinq ans pour la télévision comme dirigeante de production de la BBC, et directrice de la société de production télévisuelle Shootingstarsproductions,.

### Romancière
En 2008 le succès international de la série de romans thrillers de vampires Twilight (écrits entre 2005 et 2008 par la romancière américaine Stephenie Meyer, et adaptés entre 2008 et 2012 en série de films Twilight) lui inspire le profond désir de réaliser son rêve d'enfance de devenir romancière.
À partir de 2009, fanatique de longue date de roman d'amour et de fanfiction, elle écrit sous son nom d'écrivain Snowqueens Icedragon, avec la collaboration de son mari, et publie sur des sites internet de fiction des histoires de romance érotique intitulées Master of the Universe I et II (Le Maître de l'Univers I et II) partiellement inspirés du célèbre couple de vampires fictifs Bella Swan et Edward Cullen des romans et films Twilight, et également partiellement inspirée de ses désirs et fantasmes personnels au moment de sa crise de la quarantaine.

### Cinquante Nuances de Grey
En 2011 elle rompt les liens de son œuvre littéraire avec Twilight, rebaptise Master of the Universe en Fifty Shades of Grey (Cinquante Nuances de Grey), et les noms de ses personnages Bella Swan en Anastasia Steele, et Edward Cullen en Christian Grey.
Elle publie avec un succès international record à plus de 150 millions d’exemplaires en plus de 50 langues sa trilogie de romans d'amour Cinquante Nuances de Grey (2011), Cinquante Nuances plus sombres (2011), et Cinquante Nuances plus claires (2012).
En 2012, le magazine américain Time la classe dans sa liste annuelle Time 100 des 100 personnes les plus influentes du monde, et elle fait partie en 2013 des auteurs littéraires les plus rémunérés du monde avec des revenus estimés à 95 millions de dollars (dont 5 millions de dollars pour les droits de l'adaptation cinématographique de son oeuvre).
Elle publie sa variante vue par Christian Grey des Cinquante Nuances de Grey, avec Grey (2015), et Darker (2017)... La série est adaptée avec un succès international au box office en série de films Cinquante Nuances de Grey (2015), Cinquante Nuances plus sombres (2017), Cinquante Nuances plus claires (2018), avec les acteurs Jamie Dornan et Dakota Johnson.

## Vie privée
Elle épouse en 1987 le romancier, scénariste, et réalisateur Niall Leonard (avec qui elle a deux fils).
Erika James vit depuis 2012 avec son mari et ses deux enfants, à Brentford à l'ouest de Londres.
Après avoir été très étonnée par le succès de son œuvre, elle continue à travailler avec son mari sur des futurs projets de romans et de films au cinéma.

## Quelques prix et distinctions
- 2012 : Time 100 du Time
- 2012 : British Book Awards du meilleur livre de fiction populaire 2012 pour Cinquante Nuances de Grey

## Œuvres

### SérieCinquante Nuances
1. Cinquante Nuances de Grey, Jean-Claude Lattès, 2012 ((en) Fifty Shades of Grey, Vintage Books, 2012), trad. Denyse Beaulieu  (ISBN 978-2-7096-4252-1)
2. Cinquante Nuances plus sombres, Jean-Claude Lattès, 2013 ((en) Fifty Shades Darker, Vintage Books, 2012), trad. Aurélie Tronchet  (ISBN 978-2-7096-4253-8)
3. Cinquante Nuances plus claires, Jean-Claude Lattès, 2013 ((en) Fifty Shades Freed, Vintage Books, 2012), trad. Denyse Beaulieu  (ISBN 978-2-7096-4254-5)
4. Grey, Jean-Claude Lattès, 2015 ((en) Grey, Vintage Books, 2015), trad. Denyse Beaulieu, Dominique Defert et Carole Delporte  (ISBN 978-2-7096-5056-4)
5. Darker, Jean-Claude Lattès, 2017 ((en) Darker, Vintage Books, 2017), trad. Denyse Beaulieu, Dominique Defert et Carole Delporte  (ISBN 978-2-7096-6178-2)
6. More Grey, Jean-Claude Lattès, 2021 ((en) Freed, Vintage Books, 2021), trad. Denyse Beaulieu, Dominique Defert et Carole Delporte  (ISBN 978-2-7096-6932-0)

### SérieMonsieur et Madame
1. Monsieur, Jean-Claude Lattès, 2019 ((en) The Mister, Vintage Books, 2019), trad. Denyse Beaulieu, Dominique Defert et Carole Delporte  (ISBN 978-2-7096-6546-9)
2. Madame, Jean-Claude Lattès, 2023 ((en) The Missus, Vintage Books, 2023), trad. Denyse Beaulieu, Dominique Defert et Carole Delporte  (ISBN 978-2-7096-7259-7)

### Fan fiction
- Le Maître de l'Univers I et II ((en) Master of the Universe I et II, 2009)Sous le nom de Snowqueens Icedragon.

### Adaptation cinématographique
- 2015 : Cinquante Nuances de Grey, de Sam Taylor-Wood
- 2017 : Cinquante Nuances plus sombres, de James Foley
- 2018 : Cinquante Nuances plus claires, de James Foley